# Paul Spencer
Paul Spencer es un productor de películas y previamente baterista que destacó en grupos como Magazine y Speedometors. 
En Magazine estuvo un corto tiempo reemplazando al baterista Martin Jackson en 1978, contribuyendo con presentaciones en televisión y la complemetación de la gira por Europa, hasta que, cuando ya comenzaban a ensayar para el segundo álbum, "Secondhand Daylight", el mánager de la banda le comunicó por teléfono el fin de su participación. Luego se unió a la banda de power pop Speedometors, participando en un álbum suyo. Finalmente contribuyó con Alex Harvey hasta la muerte de éste.
Ahora se dedica a la producción de películas